# 112-я пехотная дивизия (вермахт)
112-я пехотная дивизия — тактическое соединение сухопутных войск вооружённых сил нацистской Германии периода Второй мировой войны.

## История
Сформирована в Германии в декабре 1940 года, 10 декабря 1940 года командование дивизией принял генерал-майор Фридрих Мит.
С мая 1941 года — на Востоке. Отправленная в июле в Россию, дивизия сражалась под Бобруйском, Киевом и Брянском.
Во время отступления от Москвы зимой 1941—1942 годов она понесла тяжёлые потери.
Когда 23 ноября 1942 года был окружён Сталинград, она располагалась в относительно стабильном секторе группы армий «Центр».
В августе — октябре 1943 года участвовала в боях за Букринский плацдарм на Днепре.
В декабре 1943 года разгромлена в группе армий «Юг». Остатки дивизии вошли в состав корпусной группы «Б» в качестве дивизионной группы 112 и находились в ней до её расформирования в марте 1944 года. Остатки личного состава были распределены между 57-й и 88-й пехотными дивизиями.

## Командиры
- генерал пехоты Фридрих Мит (10 декабря 1940 – 10 ноября 1942)
- генерал-майор Альберт Невигер (10 ноября 1942 – 20 июня 1943)
- генерал артиллерии Рольф Вутман (20 июня 1943 – 3 сентября 1943)
- генерал-лейтенант Тиобальд Либ Архивная копия от 7 мая 2019 на Wayback Machine (3 сентября 1943 – 2 ноября 1943)